# Andrzej Artur Zamoyski
 (août 2024).
Andrzej Artur Zamoyski armoiries Jelita  né le 2 avril 1800 à Vienne et mort le 29 octobre 1874 à Cracovie est un aristocrate polonais, militant social, philanthrope, fondateur et président de la Société agricole.

## Biographie
Deuxième fils du Président du Sénat Stanisław Kostka Zamoyski (en) et de Zofia Zamoyska née Czartoryska, le comte Andrzej Zamoyski a de nombreux frères et sœurs : Konstanty, Jan, Władysław, Célestine, Gryzelda, Jadwiga, Zdzisław et Anna. Son frère Władysław deviendra le célèbre général et un proche collaborateur de son oncle, le prince Adam Czartoryski, l'ancien ministre des Affaires étrangères du tsar Alexandre Ier, devenu le chef des patriotes polonais en exil à Paris.
Il s'instruit d'abord à Paris, puis, adolescent, il poursuit ses études à l'université Jagellonne de Cracovie. En 1816, il part avec ses frères pour Genève, où il étudie les mathématiques et le génie civil. Les jeunes Zamoyski y rencontrent le héros de l'insurrection nationale contre les Russes Tadeusz Kościuszko. En 1819, le comte part pour Édimbourg, où il étudie l'ingénierie et l'économie politique. Il retourne en Pologne en 1822 et deux ans après il épouse l'aristocrate Róża Potocka. 
En 1824, il occupe le poste de référendaire extraordinaire du Conseil d'État, puis en devient membre, et un peu plus tard il devient directeur adjoint de l'industrie et de l'artisanat. À ce titre, il fait aboutir la construction d'un boulevard sur Solec nad Wisłą, il dessine un projet de pont permanent sur la Vistule, il préside le comité pour la construction de la route de Kaunas et participe au Comité pour la construction des théâtres de Varsovie. Le comte Zamoyski fait également inspection des prisons et des usines du Royaume de Pologne, supervise la régulation des cours des principales rivières du Royaume : la Vistule, la Pilica, la Nida et la Warta. Pour ces services à l'État, il reçoit le titre de chambellan.
Lors de l'insurrection polonaise de novembre 1830, le comte Zamoyski est chargé d'une mission diplomatique auprès du gouvernement à Vienne. Il est reçu à la cour de Vienne en tant que neveu du prince Adam Czartoryski. Après la défaite du soulèvement, il est placé sous surveillance.
Il se concentre sur la gestion de ses domaines. Désormais sa principale occupation est l'agriculture. Il rejoint le capital de la maison d'édition des Annales de l'économie nationale, journal promouvant les idées de modernisation de l'économie des terres polonaises. À partir de 1843, il organise des rencontres des propriétaires fonciers et des gestionnaires de terres et d'entreprises rurales dans sa propriété de Klemensów près de Michalów. En 1845, il commence à travailler sur le projet de création d'écoles pour les ouvriers agricoles. 
En 1847, il s'installe à Varsovie et devient le rédacteur en chef des Annales. À partir de 1848, il s'intéresse à la navigation fluviale et construit des ateliers de la mécanique à Solec, transformés plus tard en usine de machines et outils agricoles, et en fonderie. En 1850, il devient conseiller de la Société de crédit foncier, puis son président. Il est également membre du conseil de surveillance de l'Institut des fermes de Marymont, membre du Conseil principal des établissements caritatifs du Royaume de Pologne, président du Conseil de l'hôpital St. Roch et le président du comité de construction de l'église de Tous les Saints à Grzybowo. Il est également membre du comité de construction du pont de la Vistule et président de la Société de la Soie.
Cependant, le plus grand accomplissement d'Andrzej Artur Zamoyski est la fondation en 1858 de la Société agricole dont il devient président. Au bout de trois ans, elle atteint 3500 membres. 
Après la dissolution de la Société agricole le 8 avril 1861 par Aleksander Wielopolski, Zamoyski quitte Varsovie pour toujours. La dissolution de cette organisation, si utile pour le pays, est perçue comme une vengeance personnelle de Wielopolski, ayant essuyé le refus de voir son fils sur la liste des fondateurs de la Société agricole et le refus de son projet de note au gouvernement. Une manifestation au soutien de la Société organisé à Varsovie le 8 avril 1861 sur la place du Château se solde par un massacre. Les Russes ouvrent le feu sur le rassemblement où 100 personnes sont tuées et 200 blessées.
Wielopolski manœuvre encore et réussit à  faire expulser le comte Zamoyski de Varsovie, qui, obligé de rendre visite à l'empereur Alexandre II à Saint-Pétersbourg est ensuite contraint de s'exiler à Paris. L'épouse de Zamoyski ne survit pas à cette séparation. Elle décède le 27 octobre 1862.
Après l'attentat du 19 septembre 1863 contre le gouverneur Fiodor Berg pendant l'insurrection antirusse qui éclate en janvier 1863, le palais de Zamoyski à Varsovie est confisqué puisque des bombes ont été lancées depuis son toit.
De Paris, Andrzej Artur Zamoyski part pour Dresde. En 1868, il retourne à Cracovie. Il y meurt le 29 octobre 1874.